# Spreestadt Charlottenburg

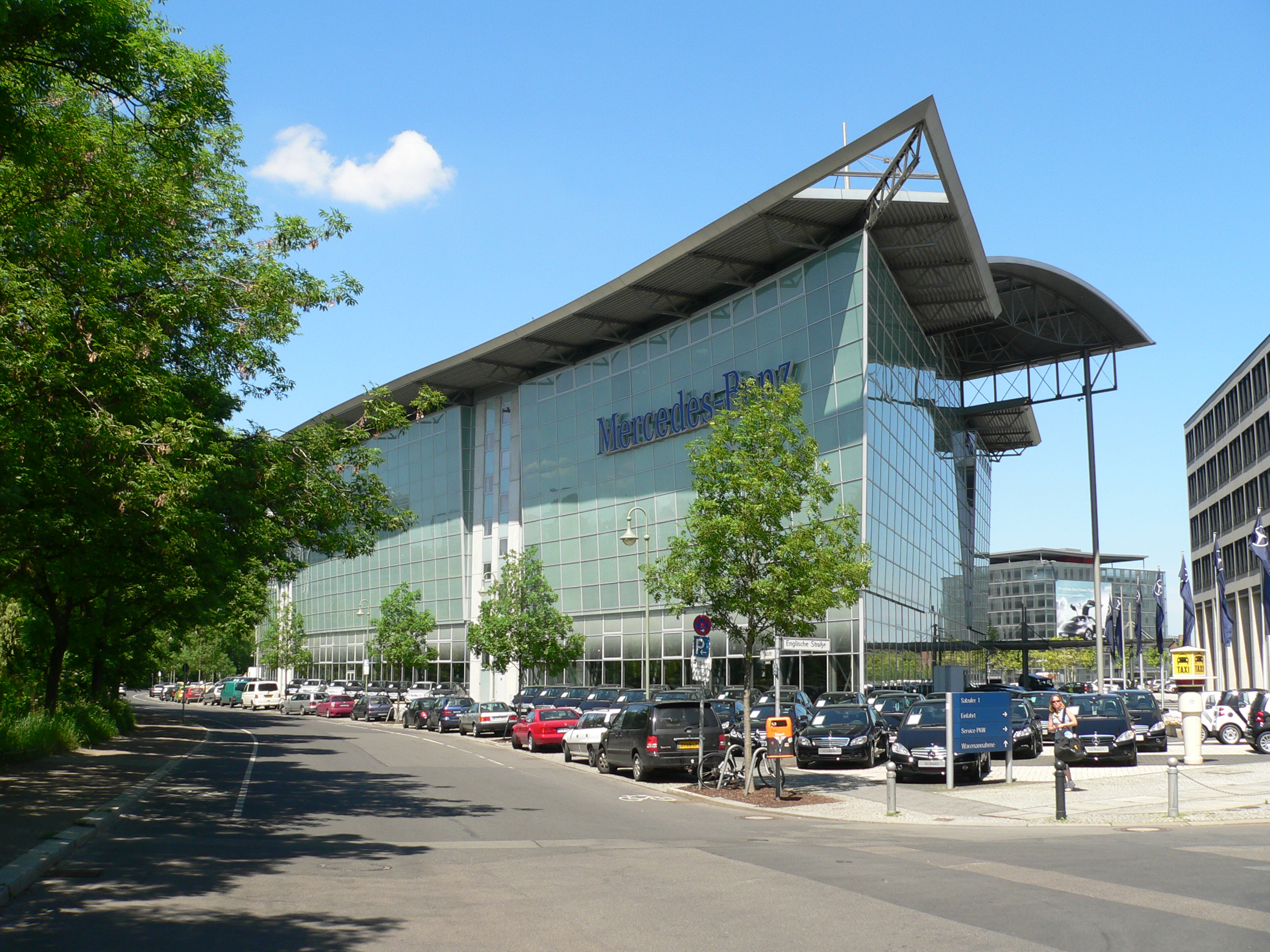
Mercedes-Benz-Niederlassung am Salzufer

Die Spreestadt Charlottenburg mit dem KPM-Quartier ist ein neu entstandenes Quartier für Dienstleistung, Gewerbe und Wohnen auf dem traditionellen Industrie- und Gewerbegelände zwischen Spree und Landwehrkanal im Berliner Ortsteil Charlottenburg des Bezirks Charlottenburg-Wilmersdorf. Zusammen mit dem KPM-Quartier umfasst es ein Gelände von 25 Hektar, dessen Bebauung 1999 im Planwerk Innenstadt beschlossen wurde. Das Projekt wird vom Bezirk als eine der größten städtebaulichen Herausforderungen betrachtet.

## Lage
Begrenzt wird die Spreestadt im Norden durch den Spreebogen, im Osten durch die Grenze zum Bezirk Mitte, im Süden durch die Straße des 17. Juni und den Landwehrkanal. Das Gebiet wird durch die Franklinstraße, das Salzufer, die Gutenbergstraße und deren Verlängerung, die Wegelystraße, erschlossen. Von der Gutenbergstraße gehen die Margarete-Kühn-Straße, die Otto-Dibelius-Straße, die Hannah-Karminski-Straße und die Englische Straße ab.

## Geschichte
Das Industriequartier zwischen dem 1850 eröffneten Landwehrkanal und dem Spreebogen hat eine lange Tradition, die bis in das 18. Jahrhundert zurückreicht. Gut erschlossen durch den neuen Wasserweg und die im Norden ausschwingende Spree, zog das Areal zahlreiche Unternehmen an. Entlang der Spree zwischen Berlin und Charlottenburg siedelten sich bereits im frühen 18. Jahrhundert Gewerbebetriebe und Bleichereien an. Am Rande des Tiergartens entstand auf der Ostseite des Schafgrabens 1743 eine Walkmühle für eine Weißgerberei, auf der Westseite eine Färberei und eine Baumwolldruckerei für die Firma Wulff. 1763 kam kurzfristig noch eine Mützen- und Strumpffabrik hinzu. Das Gebiet der Spreeschleifen östlich von Charlottenburg war bereits 1830 durch eine industrielle Erstbebauung geprägt. Um 1850, im Jahr der Fertigstellung des Landwehrkanals, existierten dort bereits zehn größere Firmen, wovon ca. fünf der chemischen Industrie zuzuordnen sind. 1846 gründete Ernst March die March’sche Tonwarenfabrik auf dem Tiergartenfeld in Charlottenburg. Das Fabrikgelände mit den Manufakturgebäuden und dem Wohnhaus lag auf Grundstücken südlich des Landwehrkanals, die heute als nördlicher Campus von der Technischen Universität genutzt werden. Von 1847 bis 1867 befand sich an der Einmündung des Landwehrkanals in die Spree das Königliche Salzmagazin, an das heute nur noch der Straßenname erinnert (Salzufer).
Bereits 1834 siedelte sich die Maschinenfabrik J. C. G. Freund auf dem Bereich westlich der heutigen Franklinstraße an. 1838 erweiterte Freund, der Konstruktionsverbesserungen an Dampfmaschinen durchgeführt hatte, den Betrieb um eine eigene Kesselschmiede und Eisengießerei. 1868 siedelte sich in der Wegelystraße die Königliche Porzellanmanufaktur an, wofür auch die Lage an der Spree sprach, die auch Transporte von Rohstoffen und Fertigprodukten per Schiff ermöglichte.
Die wichtigste Rolle spielte aber die Firma Siemens, die 1883 Teile des Firmengeländes der Firma Freund erwarb und dort rasch expandierte. 1902 entstand dort ein Gebäude für die Apparatefabrik E. Zwietusch, die ab 1914 Siemens eingegliedert und 1927 endgültig übernommen wurde und als Siemens-Zwietusch weiterexistierte.
Eine nachhaltige und zum Teil bis heute prägende Entwicklung erfuhren die Bereiche Moabit und Charlottenburg Nordost um 1875 im Rahmen der Ersten Randwanderung der Berliner Industrie. Namhafte Berliner Unternehmen wie Siemens, AEG, Borsig, Loewe und Schering errichteten in diesen Bereichen ihre Werkanlagen, wobei der Schwerpunkt in Moabit lag. Zu dieser Zeit wurde auch die Königlich Technische Hochschule Charlottenburg gegründet (1879), die 1884 in das neuerrichtete Gebäude an der damaligen Berliner Straße zog, der heutigen Straße des 17. Juni, die ein Kristallisationskern für die sich ansiedelnde Industrie war.
Während des Zweiten Weltkriegs erlebte das Gebiet erhebliche Zerstörungen. Von den verschiedenen Werken der Siemens AG überstand nur die ehemalige Glühlampenfabrik in der Gotzkowskystraße die alliierten Luftangriffe weitgehend unbeschadet. Von der ehemals geschlossenen Wohnbebauung an der Englischen Straße und der Gutenbergstraße verblieb nur ein Wohnhaus, die Nummer 29, ein ehemaliges Bordell.
Ab 1945 prägte die Technische Universität im Bereich südlich des Landwehrkanals die Entwicklung und expandierte auch mit mehreren Instituten und Einrichtungen nördlich des Landwehrkanals, die aber teilweise wieder aufgegeben wurden. Die Siemens AG trennte sich von allen ihren Grundstücken, zuletzt auch von der Niederlassung am Salzufer, auf denen sich andere Gewerbebetriebe und Freizeiteinrichtungen ansiedelten. 1969 verlagerte die Osram AG ihre Fertigung nach Siemensstadt. Aus der Glühlampenfabrik in der Gotzkowskystraße wurde der erste große Gewerbehof der Gewerbesiedlungs-Gesellschaft (GSG).

Tonwarenfabrik in der Sophienstraße Ecke Berliner Straße, heute: Nordseite der Straße des 17. Juni
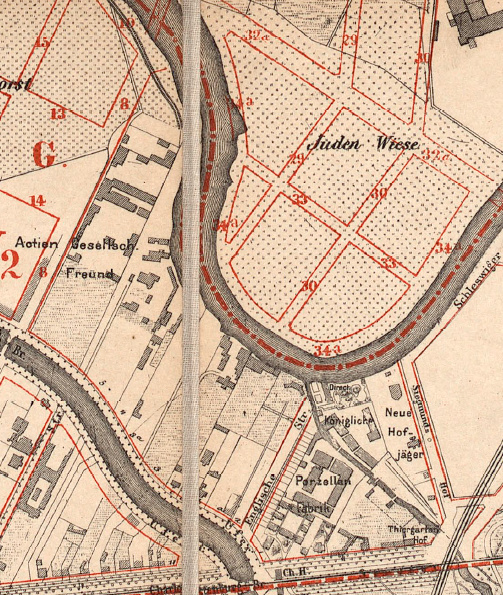
Übersicht über die Lage der Spreestadt um 1882
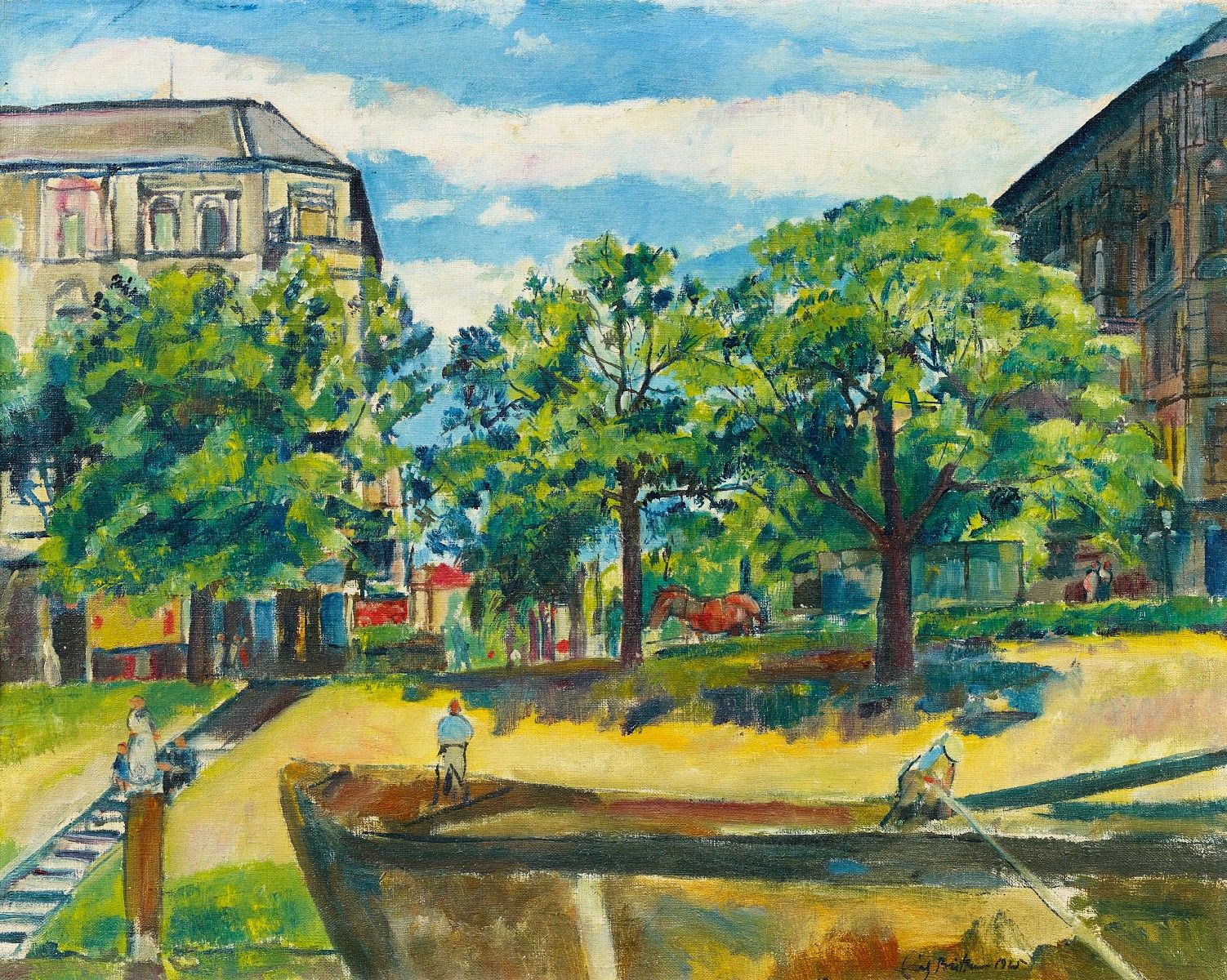
Die Englische Straße (Erich Büttner, Gemälde 1925)
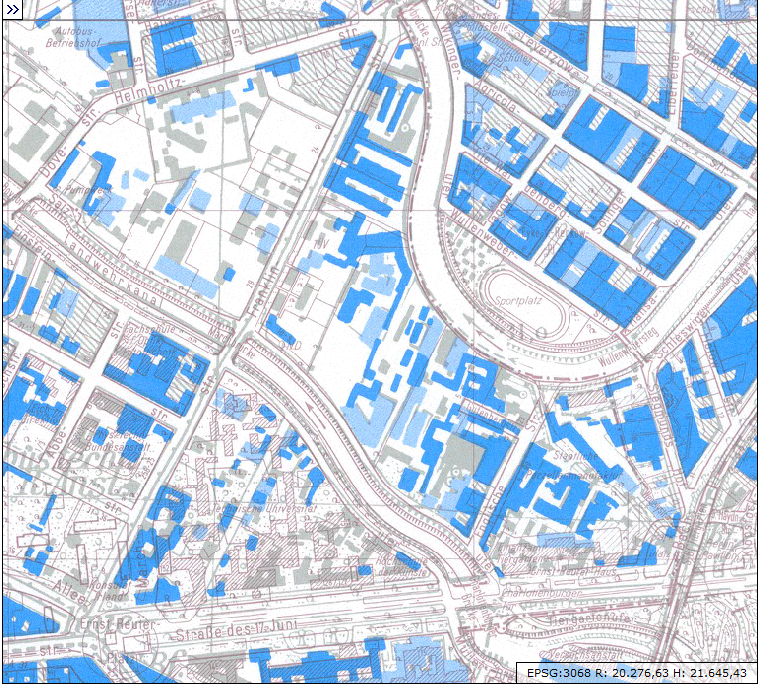
Gebäudeschäden im Bereich der Spreestadt Charlottenburg, 1945

## KPM-Gelände
Für das seit 1795 produzierte „Gesundheitsgeschirr“ (einfache Gebrauchskeramik ohne Bleiglasur) wurde 1817 ein eigenes Manufakturgebäude auf der Ostseite des Schafgrabens, einem Teilgrundstück einer ehemaligen Bleicherei, errichtet. Dort wurden ab 1852 auch Isolierglocken für die neu erfundene Telegrafie hergestellt. Nachdem 1866 die Königliche Gesundheitsgeschirr-Manufaktur in der Leipziger Straße schließen musste, wurde die KPM bis 1873 an den heutigen Standort verlegt. Der neue Standort war aufgrund seiner Lage am Mündungsbereich des Schafgrabens in die Spree nun auch durch einen kleinen Hafen für Transporte von Rohstoffen und Fertigprodukten mit dem Schiff erreichbar. Auf dem nun nach Westen erweiterten Grundstück entstanden einige Neubauten. Nach Plänen von Gustav Möller wurde unter Einbeziehung von bereits vorhandenen Bauten ein annähernd quadratischer Werkhof errichtet mit den vier zentralen Produktionsbauten: Schlämmerei, Formerei/Dreherei, Ofenhaus und Kapseldreherei/Glasur/Malerei. Von dieser zentralen Anlage sind drei Bauten erhalten. In den darauffolgenden Jahrzehnten wurde das Manufakturgelände kontinuierlich erweitert sowie um- und ausgebaut.
Neben Arbeiterwohnhäusern von 1819 entstanden dort sogenannte „Beamtenwohnhäuser“. Der Bau eines neuen Rundofens und eines Verkaufs- und Ausstellungsgebäudes 1913–1916 waren die vorerst letzten Neubauten für die KPM, die in den 1920er Jahren in Staatliche Pozellanmanufaktur Berlin umbenannt wurde.
Das KPM-Gelände wurde in der Nacht vom 22. zum 23. November 1943 durch alliierte Luftangriffe zu rund 80 Prozent zerstört. Daraufhin verlagerte man den als kriegswichtig eingestuften Teil der Produktion nach Selb in Oberfranken, wo 1944 die Fertigung begann. Bereits 1946/1947 produzierte die KPM wieder am alten Standort und ging 1949 durch Verordnung der britischen Militärregierung in den Besitz der Stadt Berlin über. Der Neubau der Anlage begann ab 1954 nach Plänen von Bruno Grimmek, der Schafgraben mit seinem Hafen wurde zugeschüttet und auf dem nun rund 50.000 m² großen Grundstück entstanden Werkhallen, Laboratorien und Verwaltungsgebäude in der charakteristischen Stahlbetonskelettbauweise. In den späten 1960er Jahren wurde das Gelände an der Spree aufgegeben und es entstand das TU-Institut für nichtmetallische Werkstoffe, das 2015 wieder abgerissen wurde.
Im Jahr 1998 übernahm die landeseigene Gewerbe-Siedlungs-Gesellschaft (GSG) die Bauten der Produktionsstätte und verpflichtete sich zur Instandsetzung der an die KPM verpachteten historischen Gebäude. Zwischen 1998 und 2003 wurde das gesamte KPM-Quartier am Berliner Tiergarten unter denkmalpflegerischen Gesichtspunkten von den Architekten Gerkan, Marg und Partner rekonstruiert. Die Bauten aus den 1950er Jahren wurden teilweise abgerissen, die Wegelystraße, die zuvor nur ein Zufahrt zum Betriebsgelände war, wurde ausgebaut und bis zur Englischen Straße verlängert. Die historischen Produktionsstätten wurden ab 2002 restauriert und modernisiert und am Herbert-Lewin-Platz entstand ein neuer Verkaufspavillon. Die Gesamtanlage ist ein gelistetes Baudenkmal.
Das alte fünfgeschossige Fabrikgebäude am Salzufer 13/14 wurde bereits 1973 abgerissen. Die nicht mehr benötigten Betriebsgrundstücke wurden durch die Bavaria Projektentwicklungsgesellschaft für die Nutzung durch die Gesundheitsverbände und den Bau des Hotelkomplexes entwickelt. Auf dem Grundstück Englische Straße 20 entstand in den 1970er Jahren das Institut der TU für „nichtmetallische Werkstoffe“, auch „Institut für Werkstoffwissenschaften und ‑technologien“ genannt. Das markante orange geflieste Gebäude musste dem Bau der „No. 1 Charlottenburg“ weichen. Es entstehen hier 272 Wohnungen im Luxussegment in zwei Hochhäusern am Spreeufer und dreizehn traditionelle Stadthäuser.

## Siemens-Gelände
Charlottenburg war ein originärer Siemens-Standort; auf der anderen Seite des Kanals befanden sich die Villa von Werner von Siemens nebst großem Park (teilweise später der Physikalisch-Technischen Reichsanstalt übereignet), praktisch an die beschriebenen Grundstücke angrenzend. Die Firma Siemens & Halske errichtete bereits 1872 eine Produktion für Alkoholmessapparate am Salzufer 2. 1883 wurde der gesamte Starkstromzweig an den neu entstandenen Standort Salzufer 11 auf der Westseite der Franklinstraße verlegt. Auf dem Grundstück Salzufer 6–8 entstand 1902 das Fabrikgebäude der Apparatefabrik E. Zwietusch, die hier Telefonapparate und Zubehör, Ausrüstungen für Fernämter, Förderanlagen und Kondensatoren sowie später Rundfunkgeräte herstellten. Zwietusch wurde 1914 Siemens und Halske eingegliedert und 1927 endgültig übernommen. Damals lag der Schwerpunkt der Siemens-Fertigung in Charlottenburg, der Bau der Siemensstadt und der Umzug der Fabrikanlagen wurde erst 1929 abgeschlossen. Trotzdem entstand 1925–1926 auf dem Grundstück noch das Zwietusch-Werk durch den Siemens-Architekten Hans Hertlein. Nach dem Ende des Zweiten Weltkriegs zog sich Siemens weitgehend aus den übrigen Gebäuden am Salzufer zurück. Am Salzufer 7 entstand aus dem Zwietusch-Gebäude die Siemens Niederlassung Berlin, die 1975/1976 umgebaut wurde. Hier befanden sich u. a. das Siemens-Informationszentrum für Hausgeräte, die Siemens-Elektrogeräte GmbH, die Robert Bosch Hausgeräte GmbH, das Smart Center Berlin und die Vertriebsorganisation Daimler Chrysler. Siemens verkaufte das Gebäude 1998 im Rahmen der aktuellen Neuordnung an die Tercon Immobilien Projektentwicklungs GmbH, das heute als Büro-Ensemble Salzufer 6 genutzt wird.
Der größte Teil der Siemens-Fabriken befand sich aber westlich der Franklinstraße. 1834 siedelte sich auf beidseitig der späteren Franklinstraße die Kesselschmiede und Eisengießerei der Firma Freund an. Allerdings hatte die rasche Entwicklung und Expansion der Siemens AG die Übernahme von Teilen der Freund’schen Fabrik zur Folge, sodass Gebäude und Sitz der Firma, trotz ihrer Bedeutung für die Entwicklung des Gebietes, heute nur noch aus historischen Plänen rekonstruiert werden können. Produziert wurden hier Dynamo- und Bleikabel sowie Elektromotore und Wechselstromzähler. Vor dem Ersten Weltkrieg arbeiteten mehr als 3000 Menschen in der Charlottenburger Siemens-Werken. An der Franklinstraße 27 ist das in den Jahren 1896–1898 entstandene Gebäude der Materialverwaltung und ein Gebäude der Maschinenfabrik J. C. G. Freund erhalten geblieben.

## Mercedes-Benz-Gelände
Die industrielle Besiedlung der Uferwiesen nördlich des Salzufers am jetzigen Grundstück der Mercedes-Standort begann um 1853 mit der Ölfabrik Jacobs. Um 1860 folgte auf dem östlich anschließenden Grundstück (aktuell: Beiersdorf AG) die Marmorwaren Fabrik Barheine. Etwa 1880 folgte die Kalkbrennerei Hohne und schließlich 1890 Siemens & Halske mit einer Fabrik für Beleuchtungskohlen und einer Apparatefabrik. An der Englischen Straße wurden zu dieser Zeit Mietwohnungshäuser errichtet. Am 12. August 1915 kaufte Benz & Cie von Siemens & Halske und den Gebr. Siemens & Co das bebaute Grundstück Salzufer 2, 2a und 3, um darauf Reparaturen an Lastwagen des Heeres durchzuführen. Das Grundstück wurde großzügig ausgebaut und modern eingerichtet und als Standort der Fabrikniederlassung Berlin eröffnet. 1916 wurde das Grundstück durch Zukauf des nördlich anschließenden Blocks Gutenbergstraße 9–11 erweitert. Auf dem Gebiet entstanden mehrere Automobilgesellschaften, auf dem Nachbargrundstück Salzufer 4 die Kühlstein Wagenbau und Nummer 5 Dixi-Automobil-Verkaufs-Gesellschaft (BMW). Auf dem Grundstück befanden sich 1925 auch die Carosseriewerke Schebern und die Cyklon-Automobilwerke.
Im Jahr 1927 wurde das Grundstück zur Hauptniederlassung der neuen Daimler-Benz AG. 1930 übernahm NSU Kandelhardt Automobile Teile der umliegenden Betriebsgelände, 1937 übernahm BMW ein Gelände nördlich der Gutenbergstraße. 1940 würde das NSU-Gelände von Daimler-Benz übernommen und in den 1970er Jahren auch das von BMW.
Nach schweren Kriegszerstörungen besetzte die Rote Armee das Gelände am Salzufer, wo schon am 14. Mai 1945 und damit gerade einmal eine Woche nach Kriegsende die Arbeit wieder aufgenommen wurde. Als Mitte Juli 1945 Charlottenburg und Spandau von den Briten besetzt waren, wurden die Daimler-Betriebe zum Großreparaturwerk Nr. 1 und 2 unter britische Kontrolle gestellt.
Nach dem Ende der Berlin-Blockade konnte das Betriebsgelände wieder aufgebaut und Automobile in einem kleinen Ausstellungsraum verkauft werden. In der Folgezeit wurde der Betrieb Schritt für Schritt auf- und ausgebaut sowie modernisiert. Ende der 1960er Jahre schließlich begannen umfassende Erweiterungsbauten, die sich in mehreren Etappen bis 1986 erstreckten.
Nach dem Fall der Mauer musste die Niederlassung völlig neu konzipiert werden. 1998 erfolgte die Grundsteinlegung für das neue Dienstleistungs- und Verkaufscenter am Salzufer, das am 28. Juli 2000 als „Mercedes Welt“ feierlich eröffnet wurde. Es war der erste Neubau auf dem historischen Gelände der Spreestadt und übernahm eine Pilotfunktion für die Neuerschließung. Das 22 m hohe Gebäude wurde nach den Plänen der Stuttgarter Architekten Lamm, Weber, Donath und Partner gebaut. Mit seinem schwungvoll hochgezogenen Dach erinnert das Gebäude an einen Schiffsbug. Nach 18 Jahren plant Mercedes-Benz rund 50 Millionen Euro in den Ausbau der Mercedes-Welt sowie in den Werkstattbereich zu investieren. Auf dem bisher als Parkplatz genutzten nördlichen Geländeteil sollen auf 34.000 m² 66 neue Montageplätze mit Hebebühnen entstehen sowie in der darüberliegenden Etage 750 Parkplätze.
Auf dem danebenliegenden Grundstück Englische Straße 30 entstand 2004 das Smart Center Berlin nach einem Entwurf des Berliner Architekturbüros Hemprich & Tophof. In den ersten beiden Geschossen befindet sich der Showroom für den Kleinwagen Smart. Es ist der größte Verkaufsstandort für Smart in Deutschland.

## Beiersdorf
Bereits 1833 gründete Ernst Eduard Heyl eine chemische Fabrik, die sich auf dem damaligen „Thiergartenfeld“ niederließ. Hieraus entstand die Firma Gebrüder Heyl & Co, die Farben aller Art herstellte und sich auf dem Gebiet der Künstlerfarben zu einem bedeutenden Unternehmen entwickelte. Vorgänger der Firma war die von Jacob Friedrich Heyl 1734 gegründete Materialwarenhandlung, aus der 1765 durch Johann Friedrich Heyl die Farbenfabrik und Chemische Großhandlung J. F. Heyl & Cie. entstand. Die Firma bestand bis ca. 1927 um dann als „Heyl-Beringer Farbenfabrik AG“ zu firmieren. Gleichzeitig tritt Chr. A. Beringer als Grundstückseigentümer auf. Ab 1936 ist im Berliner Adressbuch die Kali Chemie als Grundstückseigentümer und Firmensitz verzeichnet. Im Telefonbuch 1962/1963 erscheint letztmals ein Eintrag der Kali-Chemie AG im Berliner Telefonbuch für das Grundstück Salzufer 8. Danach hat die Firma nur noch ein Verkaufsbüro in der Mommsenstraße.
Auf dem Eckgrundstück Franklinstraße 1, zu dem auch die anliegenden Grundstücke Salzufer 9 und 10 gehören, das bis zum Ende der 1930er Jahre unbebaut war, entstand das Heinrich-Hertz-Institut, das 1930 eröffnet wurde. Im Jahr 1936 musste aufgrund der nationalsozialistischen Repressionen der Name Heinrich-Hertz abgelegt werden, und eine Reihe von Mitarbeitern das Institut verlassen. Die neue Bezeichnung im Berliner Adressbuch war: „Institut für Schwingungsforschung an der Technischen Hochschule Berlin“. Die Gebäude wurden durch alliierte Luftangriffe während des Krieges zerstört und die Grundstücke enttrümmert.
Ab 1957 ist die Firma Alfred Heyn, Parfüm und Kosmetik Großhandlung auf dem Grundstück Franklinstraße 1 verzeichnet, die hier 1956 das Verwaltungsgebäude an der Franklinstraße und die Fabrikationsgebäude am Salzufer errichten ließ, um hier Kosmetikartikel zu produzieren. Alfred Heyn war bis 1980 hier vertreten.
Im Jahr 1981 übernahm die Kosmetikfirma Guhl Kosmetik GmbH das Grundstück und produzierte Haarpfelegemittel. Nach Beendigung der Zusammenarbeit mit der Beiersdorf AG übernahm diese das Grundstück. Seit den 1980er Jahren produziert dort die Beiersdorf Manufacturing Berlin GmbH (BMB) Kosmetikartikel.

## Maschinenfabrik J. C. G. Freund
Nachdem der Mechaniker Julius Conrad Freund am 13. Januar 1838 von der Potsdamer Regierung die Erlaubnis zur Errichtung einer Fabrikanlage auf seinem Grundstück zwischen Spree und Weidengraben erhalten hatte, entstand hier 1871 die „Berliner Aktiengesellschaft für Eisengießerei und Maschinenfabrikation“. Die Fabrikanlagen befanden sich beiderseits der Franklinstraße, der Verlängerung der Marchstraße und Marchbrücke, die auf Freunds Initiative hin angelegt wurden. Ein Teil des Grundstücks (Franklinstraße 28/29) wurde von Siemens übernommen.
Das Eckgebäude am Salzufer beherbergte lange Teile der UdK und von 1982 bis 2012 auch den Fachbereich Informatik der TU. Seit 2018 ist hier ein Autohaus untergebracht. Die in der Franklinstraße 9–10 erhaltene Fabrikhalle von 1870 ist ein gelistetes Baudenkmal. Sie befindet sich auf einem Grundstück, das heute als Hof 1 in die Gebauer-Höfe einbezogen ist.

## Bleicherei und Maschinenfabrik Fr. Gebauer
Die Maschinenfabrik von Friedrich Gebauer entstand aus der „chemischen Kattunbleicherei“ seines ursprünglich bei Spandau ansässigen, 1835 nach Charlottenburg übergesiedelten Schwiegervaters G. H. Bretsch. Nachdem er 1862 das Geschäft übernommen hatte, vergrößerte er die Färberei, Bleicherei und Appreturanstalt und gründete eine Maschinenfabrik für den Bau von Maschinen zur chemischen Behandlung von Textilien. Die meisten Gebäude befinden sich am nördlichen Spreeufer auf den Grundstücken Franklinstraße 10–15a. Auf dem Höhepunkt der Firmenentwicklung 1910 musste ein weiteres fünfgeschossiges Verwaltungs- und Fertigungsgebäude gebaut werden. Aus Platzgründen wurde der repräsentative Bau auf der gegenüberliegenden Straßenseite (Franklinstraße 22) errichtet, wo heute das Porsche Zentrum Berlin liegt. Nach Auflösung der Fabrik wurden die als Denkmal gelisteten Gebäude ab 1990 umfassend saniert und als Gebauer Höfe vermarktet. Das rund 20.000 m² umfassende Fabrikareal, das zur Gewerbesiedlungs-Gesellschaft gehört, wird heute vielfältig als Standort für Einzelhändler und für die Dienstleistungsbranche genutzt.

## Gesundheitsverbände
Die Investoren Bavaria, Jachimovicz und Partner und Hippon entwickelten das Gebiet mit dem KPM-Quartier zwischen Wegelystraße und Englischer Straße im Zentrum, in dessen Folge die nicht mehr erforderlichen Betriebsgrundstücke der KPM umgewidmet wurden. Hierfür fand 1999 ein Realisierungswettbewerb statt, bei dem aber kein erster Preis vergeben wurde. Rund um den Herbert-Lewin-Platz ließen sich seit 2004 mehrere Gesundheitsverbände nieder und bilden dort das wichtigste Zentrum der Verbände des deutschen Gesundheitswesens. Es sind dies die Deutsche Krankenhausgesellschaft, die Kassenärztliche Bundesvereinigung, die Bundesärztekammer mit der Arzneimittelkommission der deutschen Ärzteschaft und der Gemeinsame Bundesausschuss (Januar 2010).
Des Weiteren befindet sich am Salzufer 8 das Zentralinstitut für die Kassenärztliche Versorgung in Deutschland.

## Kraftfahrzeughandel
Seit den 2000er Jahren hat sich das Quartier um Salzufer und Franklinstraße zu einem Zentrum der Automobilindustrie entwickelt.
- Die Daimler-Benz AG, die bereits seit 1915 hier ansässig ist, hat mit der im Jahr 2000 eröffneten Mercedes-Welt Maßstäbe gesetzt.[42] In der Gutenbergstraße unterhält Daimler-Benz einen Stellplatz für die Rückgabe von Leasing-Fahrzeugen.
- Nebenan hat die zur Daimler AG gehörende Smart 2004 das Smart Center Berlin errichtet.[43]
- Am Salzufer 8 hat die Premiummarke von Nissan, Infiniti, 2009 das Infiniti Centre Berlin eröffnet.[44]
- Ebenfalls am Salzufer 8 hat das Autohaus Dinnebier eine Niederlassung für die Firma Maserati eingerichtet.[45]
- An der Gutenbergstraße 15 hat die Marschner GmbH & Co Autohandels KG eine Vertretung für die zur Volkswagen AG gehörende Bentley Motors errichtet.[46]
- Unter derselben Adresse hat die Alpha Amouring, ein Verkaufsbüro. Alpha Armouring ist eine Firma aus Hochbrück bei München, die gepanzerte Luxusautos herstellt.[47]
- In der Franklinstraße 5/6 hat die Weller-Gruppe ihren Sitz in Berlin. Die Weller-Gruppe ist einer der größten Autohändler Europas. Er vertreibt die Marken Toyota, Lexus, BMW, Mini, VW, Audi und Škoda. 2009 hat Weller seine Berliner Filialen geschlossen, auch das große Autohaus an der Franklinstraße 6. Die Skulptur vor dem Haus ist ein Wahrzeichen der Firma Weller. Sie symbolisiert das Streben nach Höherem und wird als kleine Figur auch als Preis im Zusammenhang mit dem Straßenkinder-Projekt vergeben.[48]
- In der Franklinstraße 5 gab es bis 2017 die Kfz-Prüfstelle der Dekra. Hier war bis in die 1990er Jahre der Sitz des TÜV Berlin, der auch Führerscheinprüfungen abnahm und zu den größten Prüfstellen in West-Berlin gehörte.
- Franklinstraße 5 ist der Sitz der Volkswagen Automobile Berlin. Am 21. September 2009 zog das Traditionsunternehmen VW-Winter von Halensee an die Franklinstraße 5 in das ehemalige Toyota-Autohaus der Weller-Gruppe, das für VW umgebaut wurde.[49]
- In der Franklinstraße 24 eröffnete 2004 Audi seine Berliner Repräsentanz nach 13 Monaten Bauzeit an der Stelle, wo von den 1950er Jahren bis 1993 Coca-Cola eine große Abfüllanlage betrieben hat. Es ist die größte Audi-Niederlassung weltweit. Das Empfangsgebäude gleicht einem Flughafen-Hangar, die Fassade ist teils aus Glas, teils aus gewelltem Metall mit vielen Elementen in silbrigen Farbtönen.[50]
- Daneben wurde im April 2002 in der Franklinstraße 23 das „Porsche-Zentrum“ eröffnet.[51]
- Franklinstraße 28/29 ist der Sitz des Autohauses König, das hier den „Jeep City Store“ betreibt.[52]
- Bis Ende 2017 befand sich in den Räumen am Salzufer 8 eine Niederlassung der Firma Classik Bike für Motorräder von Harley-Davidson und Buell. Inzwischen ist sie in die ehemaligen BMW-Niederlassung in Moabit gezogen.

## Gallus Druckerei KG
Das Gebäude der Druckerei Gallus in der Gutenbergstraße 6 ist neben den Gebäuden der KPM das älteste noch existierende Bauwerk in der Spreestadt. Es entstand 1890 und beherbergte zuvor eine Schreinerei. Die Druckerei Gallus, 1826 von Julius Sittenfeld (* 1807) gegründet, bezog 1924 diese Räumlichkeiten. Vor allem Bücher und Zeitschriften werden heute hier gedruckt, daneben auch Werbe- und Geschäftsdrucksachen. Auftraggeber sind Verlage, Werbeagenturen, Verbände, Behörden, die Industrie sowie auch Privatkunden. Seit 1973 ist Burckhard Gallus (* 1944) Geschäftsführer. Die Firma beschäftigt ca. 35 Mitarbeiter.

## Hotel Novotel
Die Accor-Gruppe errichtete 2005 ihr erstes Luxus-Hotel als Eingangstor zur Spreestadt unter dem Namen Dorint Novotel. Das Vier-Sterne-Business- und Tagungshotel hat 270 Zimmer und belegt die ersten acht Etagen des 60 Meter hohen Gebäudes. Der darüberliegende Turm beherbergt Büroräume.

## Weltbaum I
Am östlichen Eingang zur Spreestadt befindet sich seit 1975 an der Brandmauer des Hauses Siegmunds Hof 21 das Wandgemälde Weltbaum I des Aktionskünstlers Ben Wagin. Ab März 2018 entstand auf dem benachbarten Grundstück der HGHI-Tower der HGHI-Holding des Investors Harald Huth, der einen Abstand von einem Meter zum Nachbarhaus einhalten sollte, wodurch das Gemälde verdeckt wird. Die Baufirma hatte angeboten das Gemälde am Bauprojekt „Tegel Quartier“ oder in der Nähe des Bahnhofs Friedrichstraße neu zu malen. Im Juni 2018 entstand das Gemälde im Rahmen des Berlin Mural Fest in der Lehrter Straße in Moabit neu.

## Wohnbebauung
In der Spreestadt fanden sich nur in der Englischen Straße und in der kurzen Gutenbergstraße, die jetzt als Verlängerung der Wegelystraße bis zur Franklinstraße verläuft. Die Straße erhielt ihren Namen „nach den daran gelegenen Villen […], die im englischen Stile erbaut sind.“ Diese Villen wurden jedoch um die Wende zum 20. Jahrhundert zugunsten von Mietshäusern abgerissen worden. Als einziges Gebäude ist hiervon das Haus Englische Straße 29 übrig geblieben.
Auf dem ehemaligen Grundstück der KPM zwischen Wegelystraße und Englischer Straße entstehen seit 2016 in zwei Hochhäusern am Spreeufer und dreizehn traditionelle Stadthäusern 272 Wohnungen im Luxussegment.
Die Wohnanlage mit drei Häusern an der Franklinstraße 2–4 entstand 1938–1939 nach Entwürfen der Architekten Lutz Arnsberger und Martin Teuscher. Sie sind heute gelistete Baudenkmale.

## Galerie

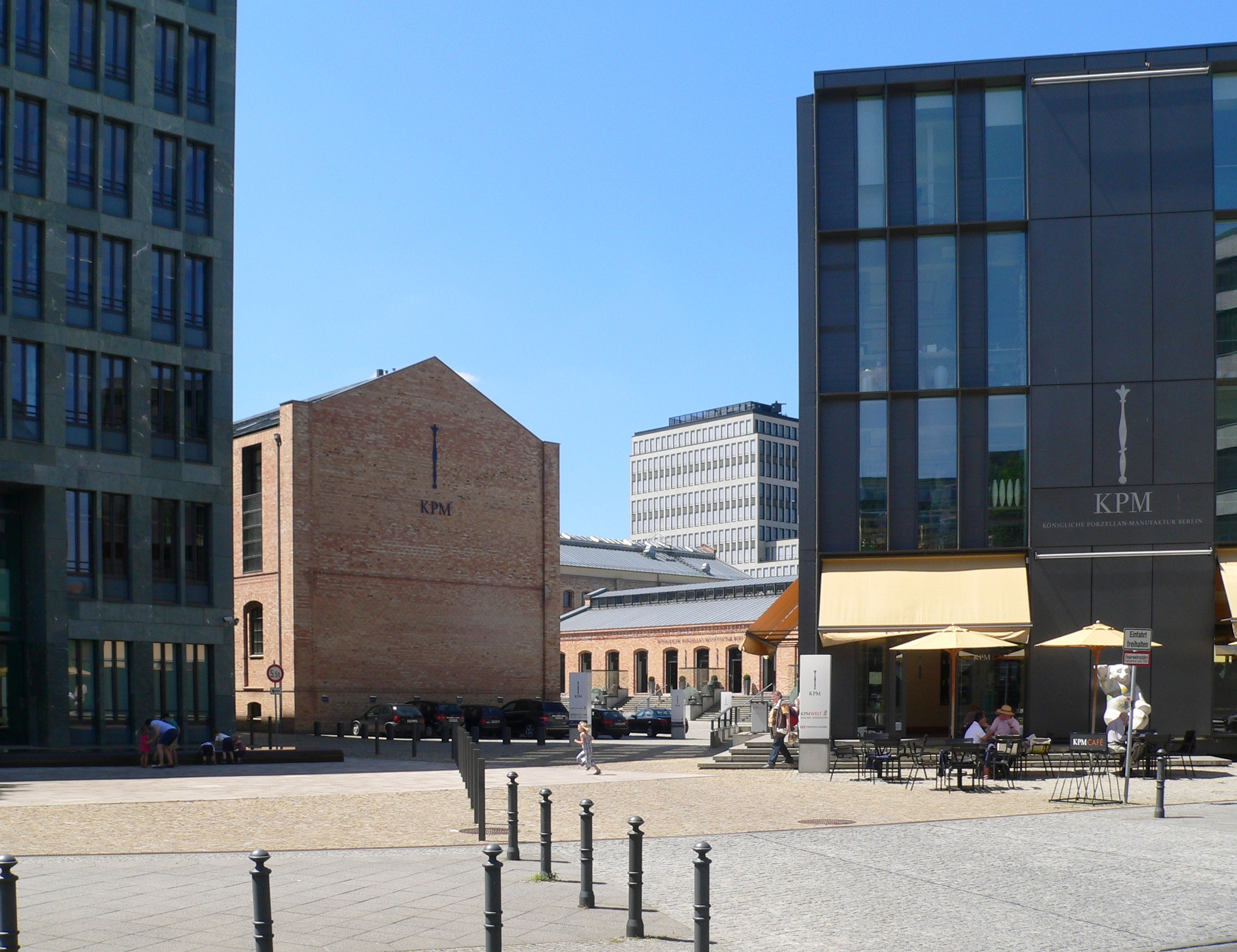
KPM-Gelände an der Wegelystraße
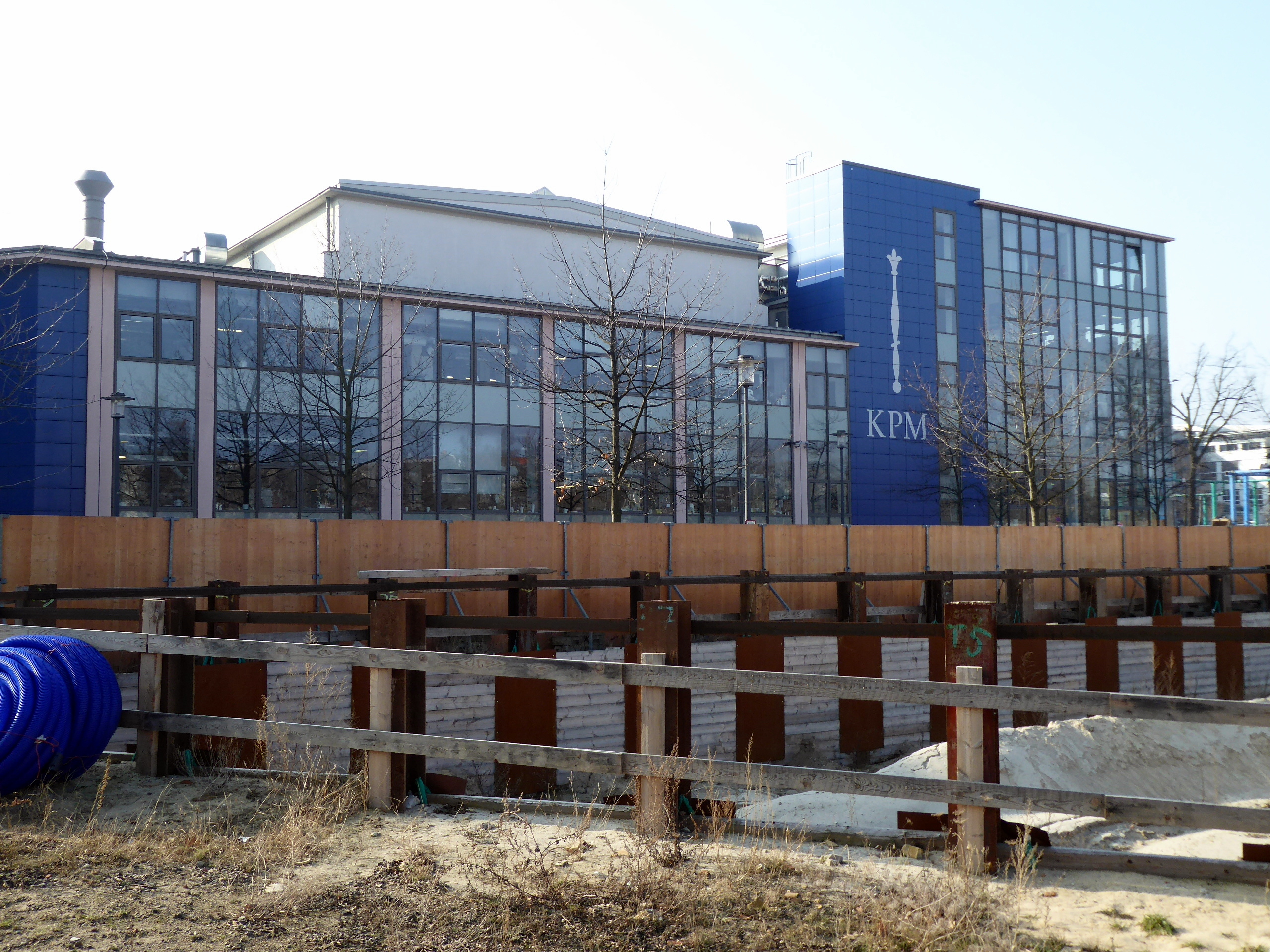
1950er-Jahre-Bauten an der Wegelystraße
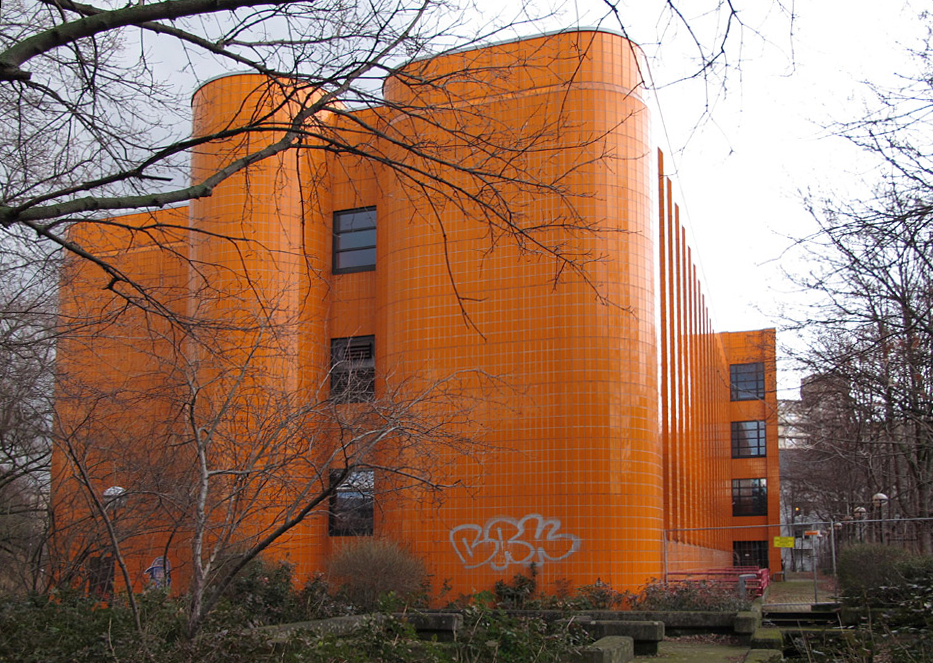
TU-Institut für Keramik, 2015 abgerissen
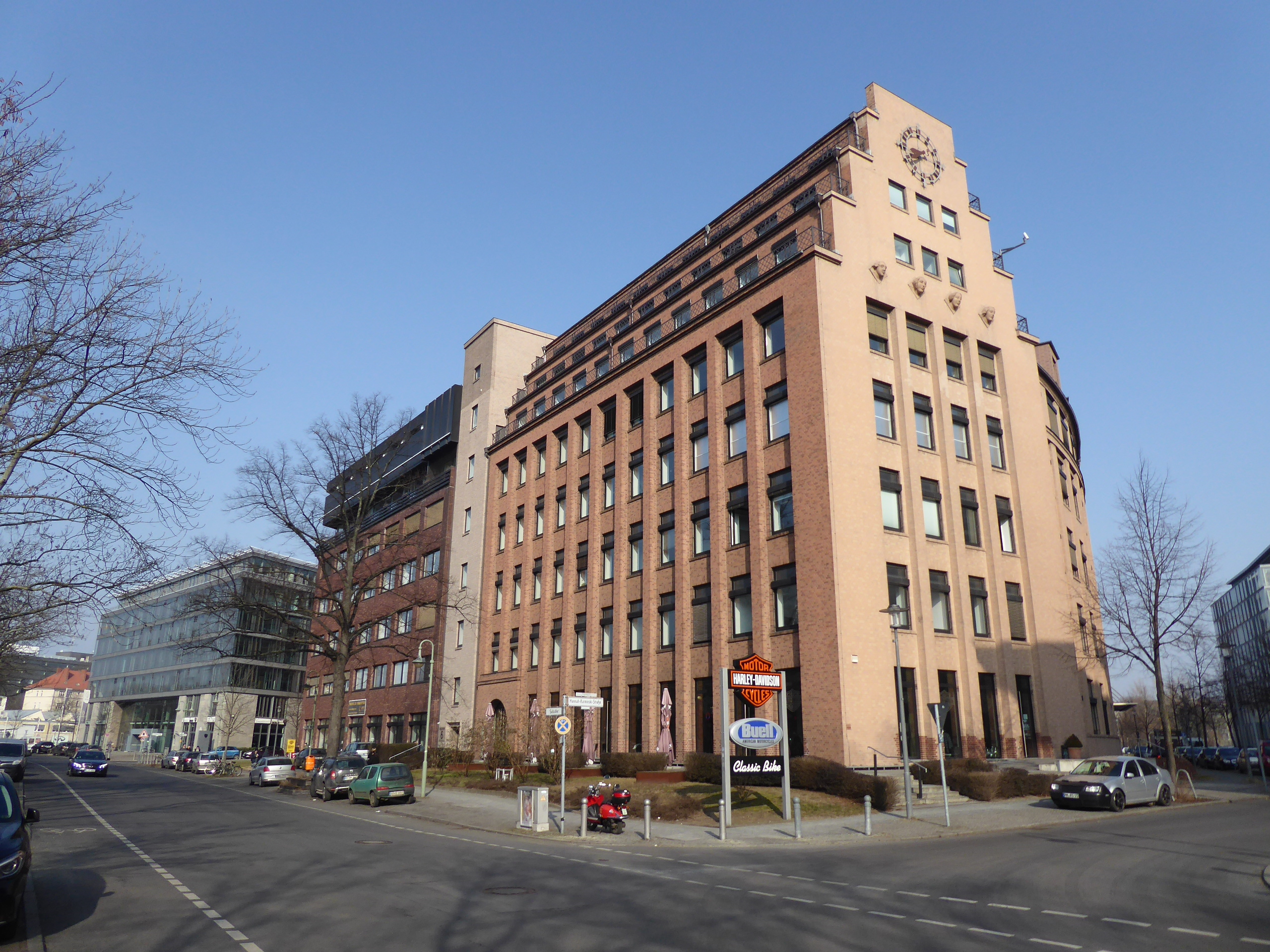
Salzufer 6
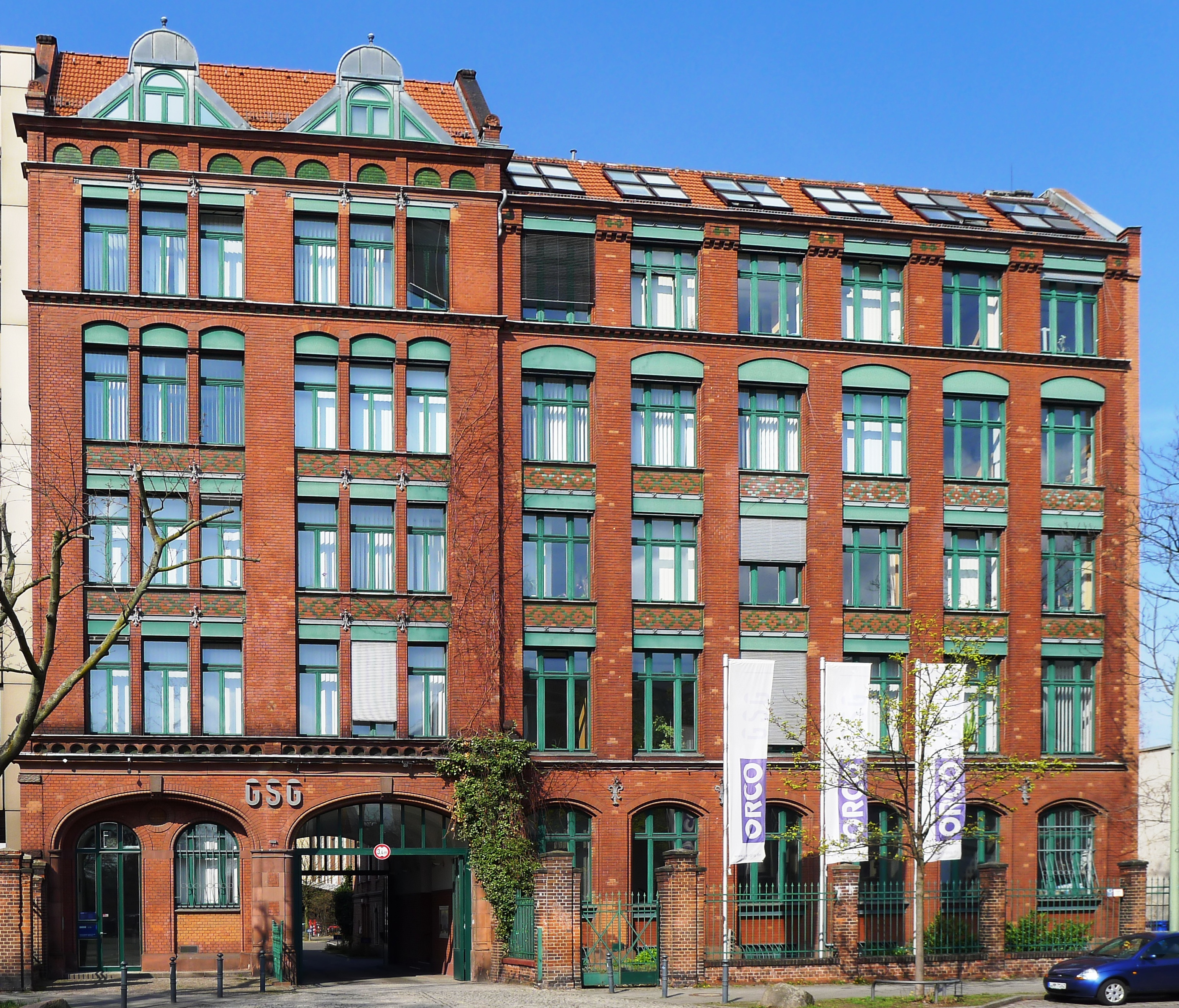
Franklinstraße 27, ehemalige Siemens-Materialverwaltung
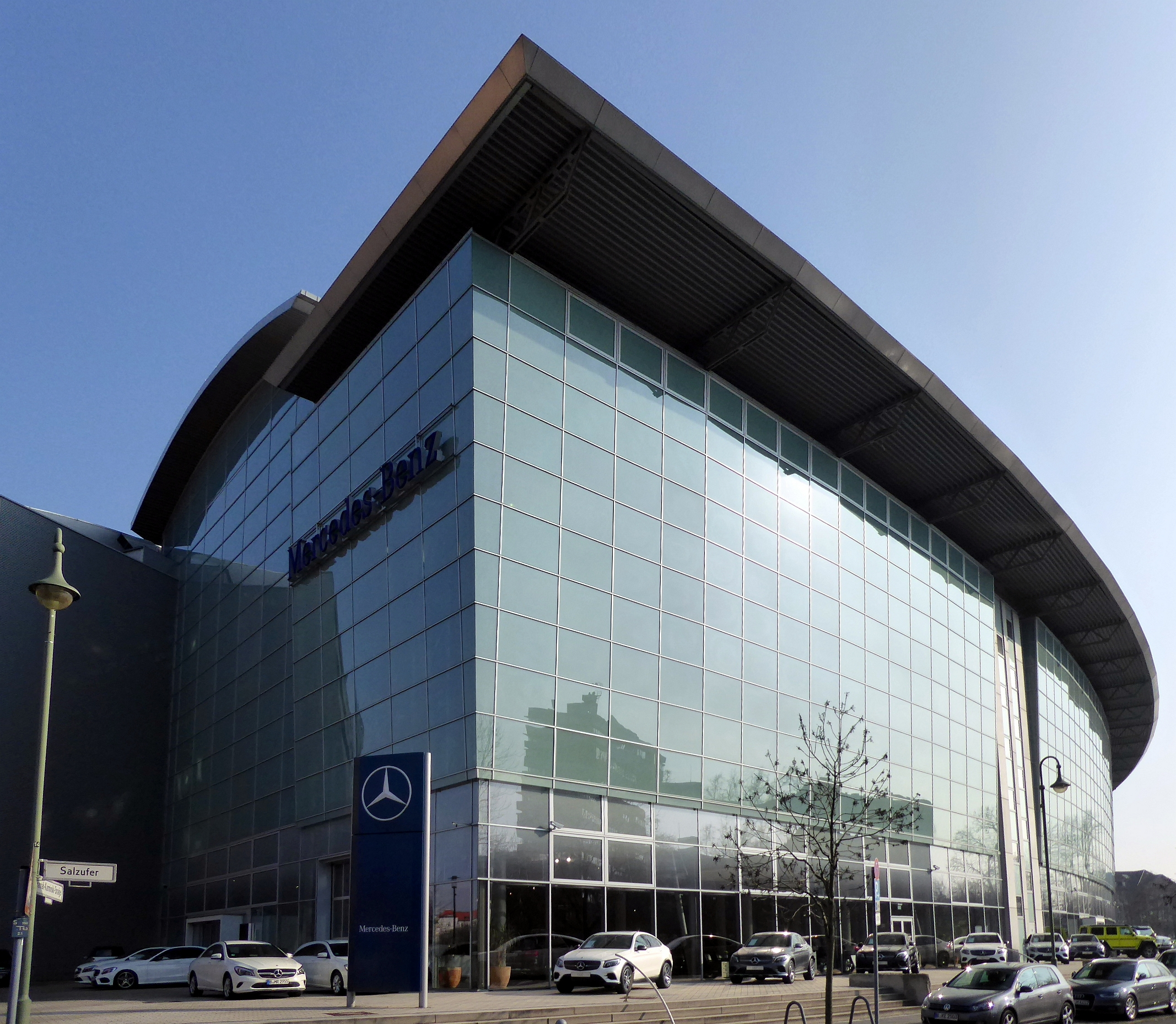
Mercedes-Welt am Salzufer
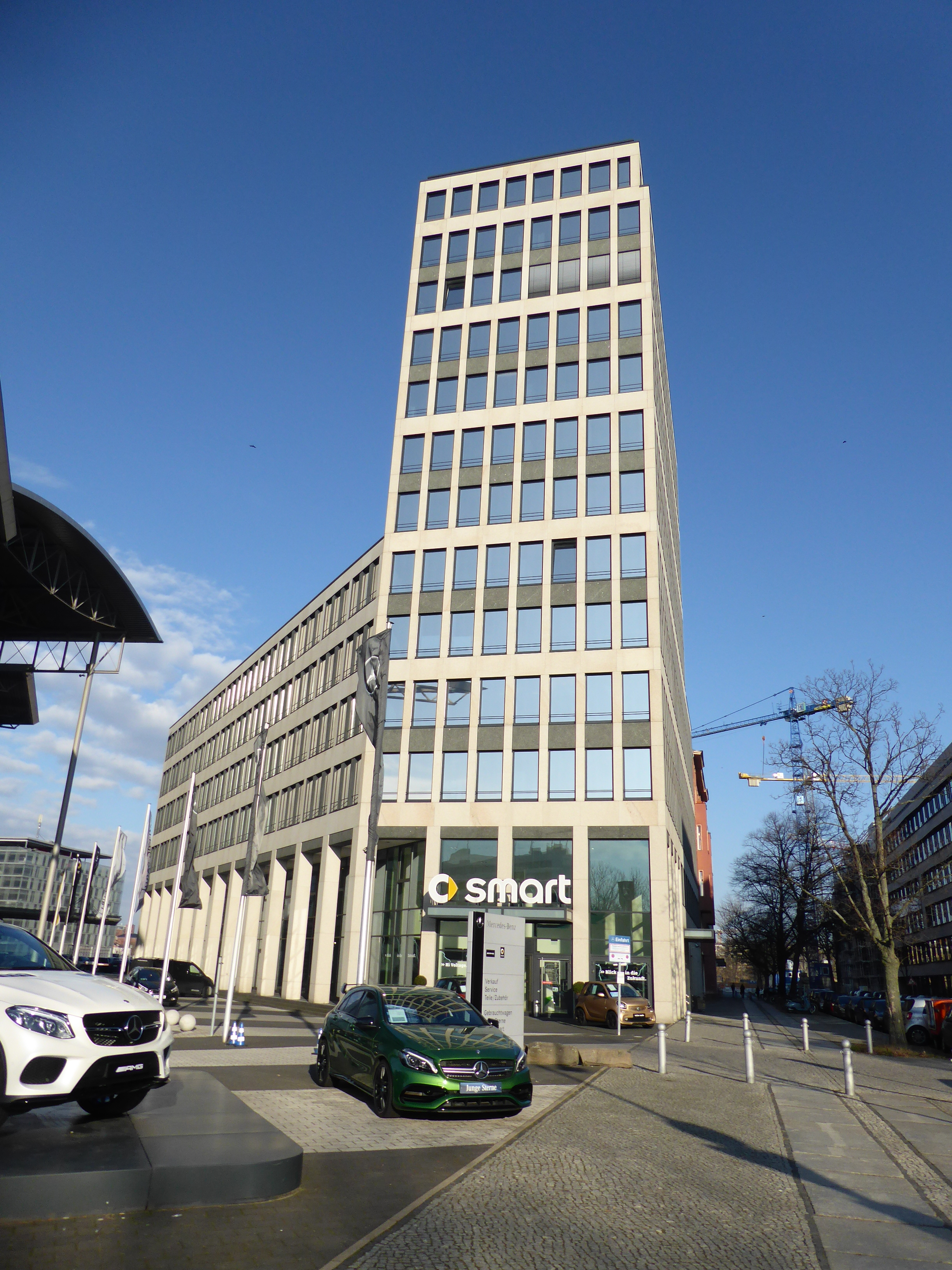
Smart Center Berlin
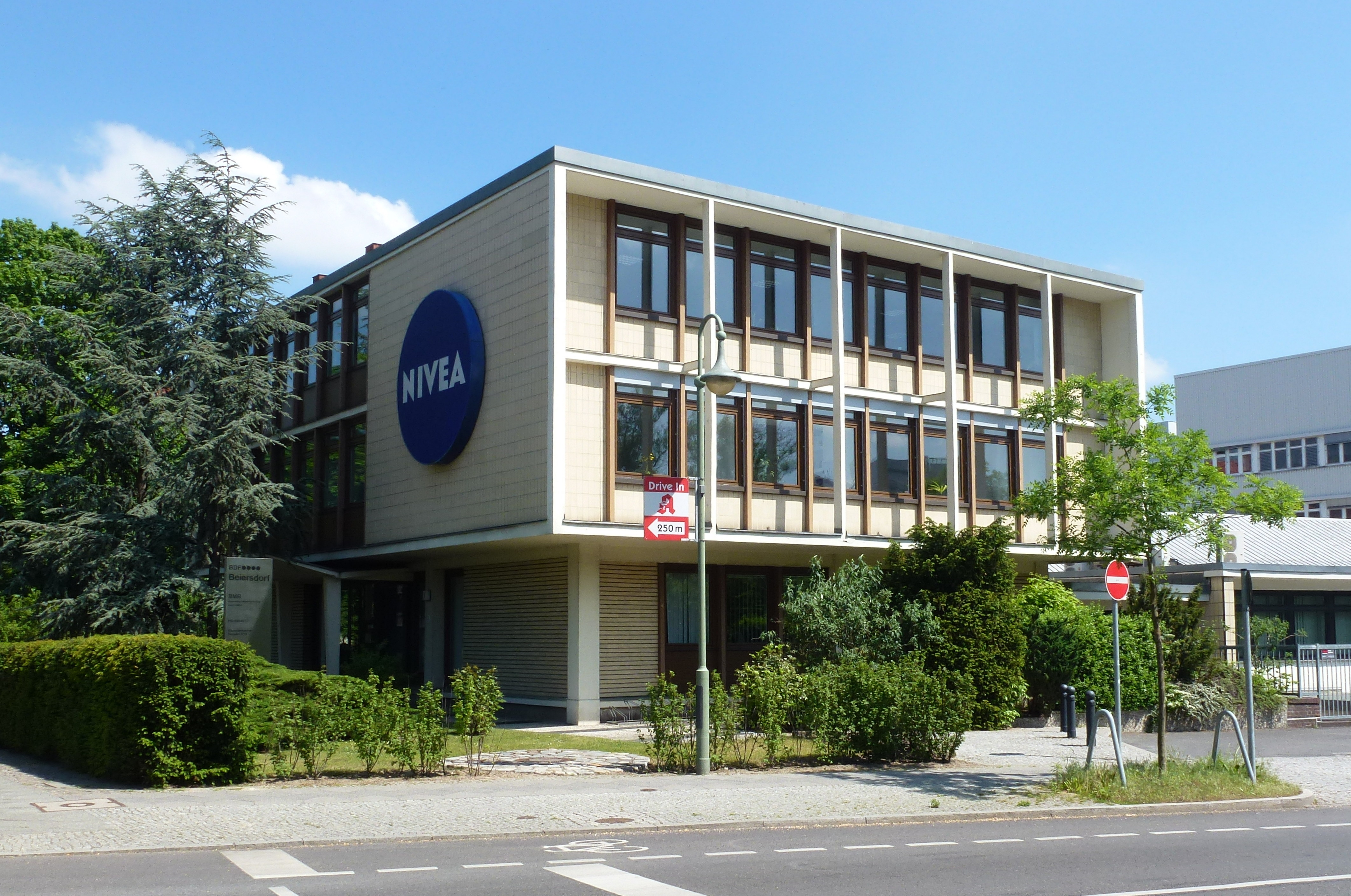
Beiersdorf-Verwaltungsgebäude Franklinstraße 1
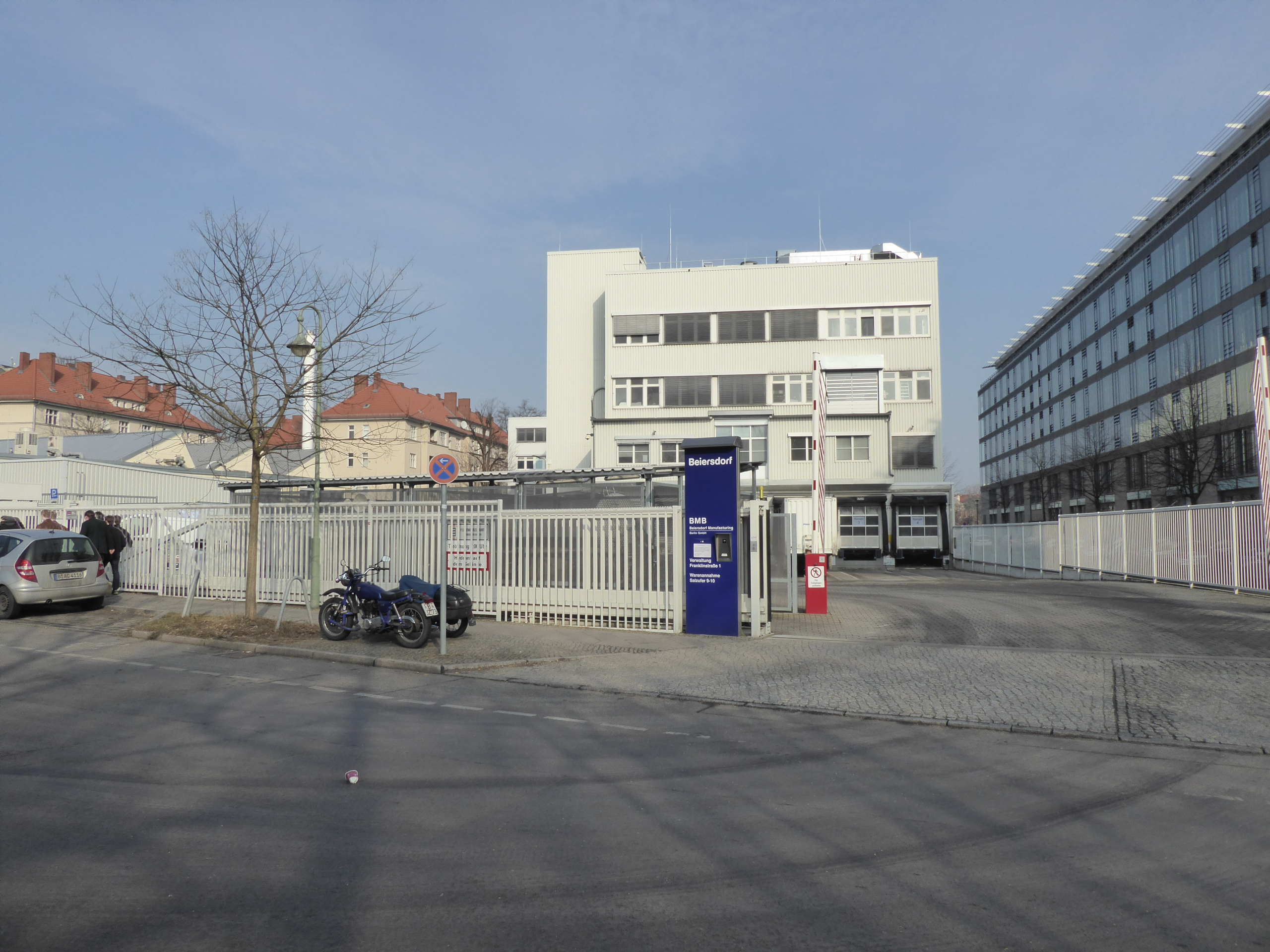
Charlottenburg Salzufer 9/10
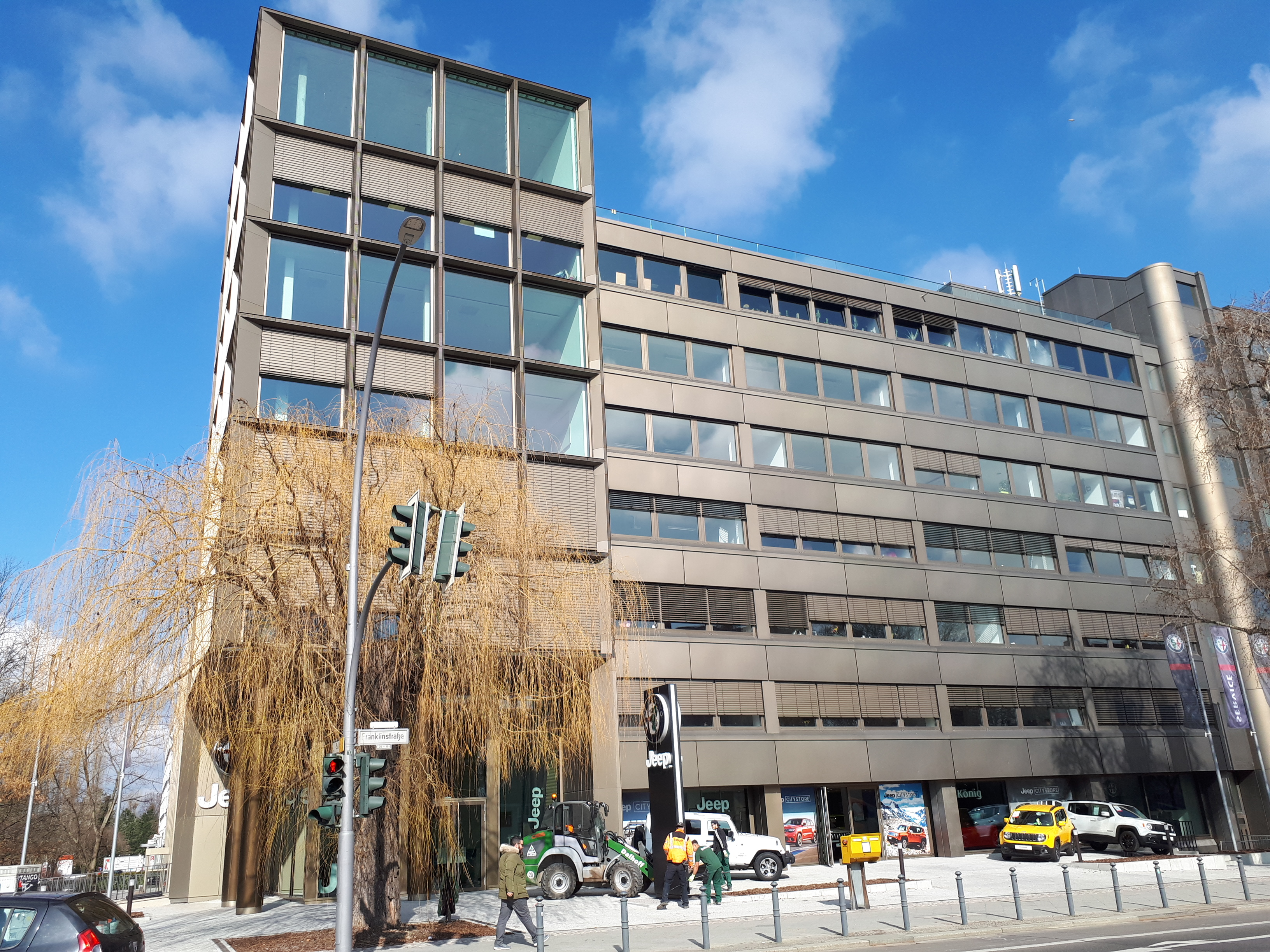
Franklinstraße 28
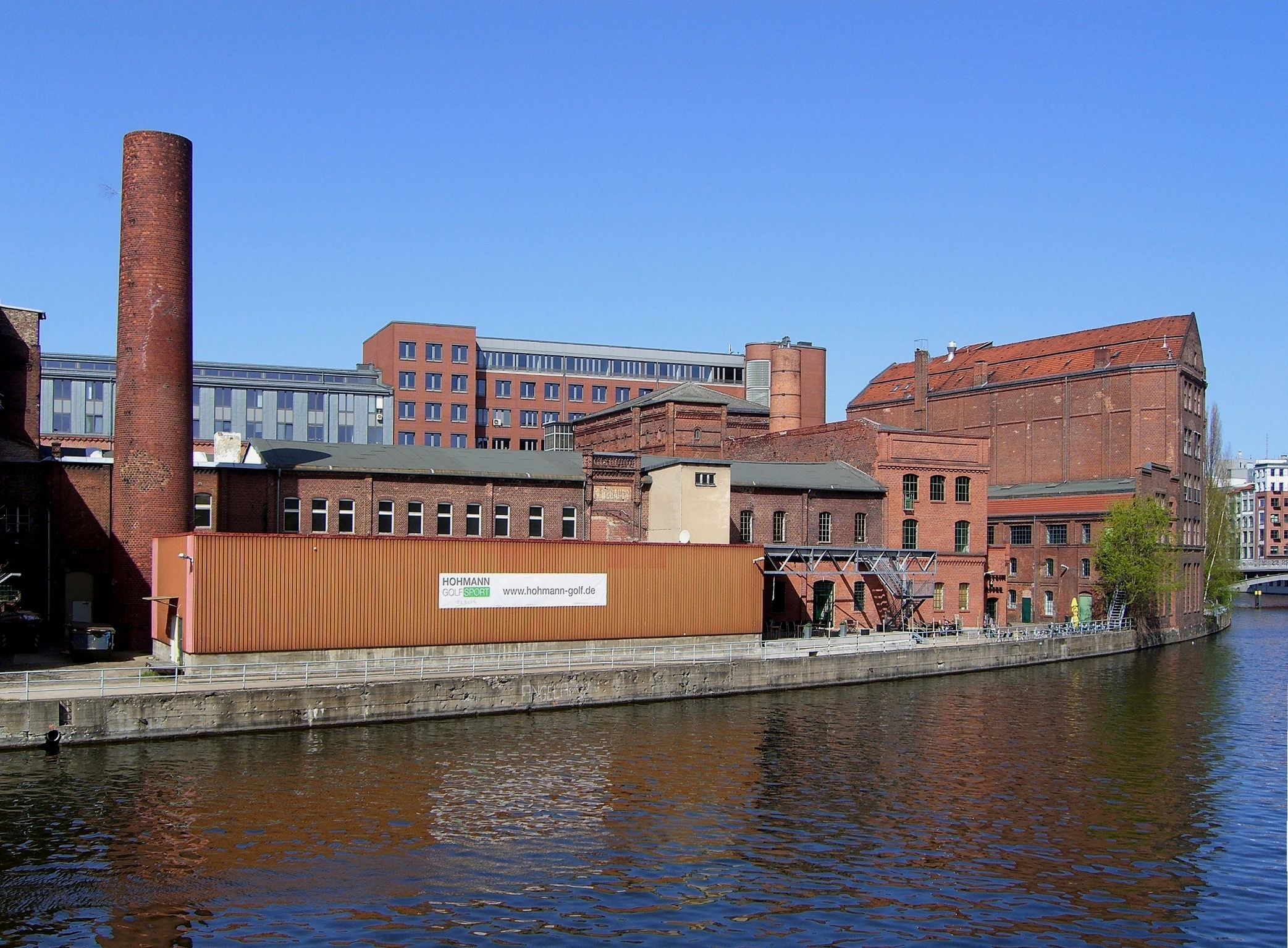
Gebauer-Höfe – Spreeseite nördlich
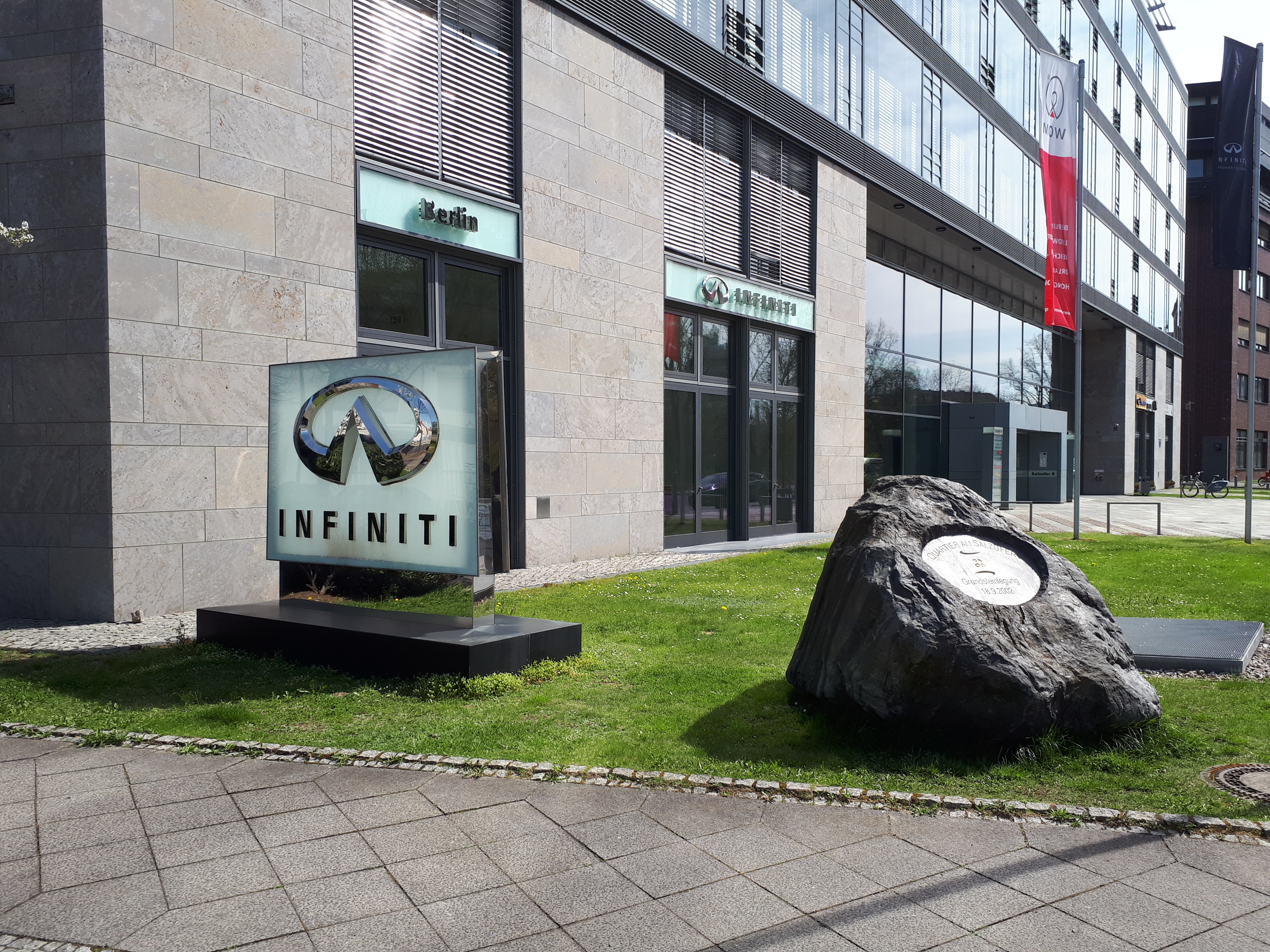
Salzufer 8: Infiniti
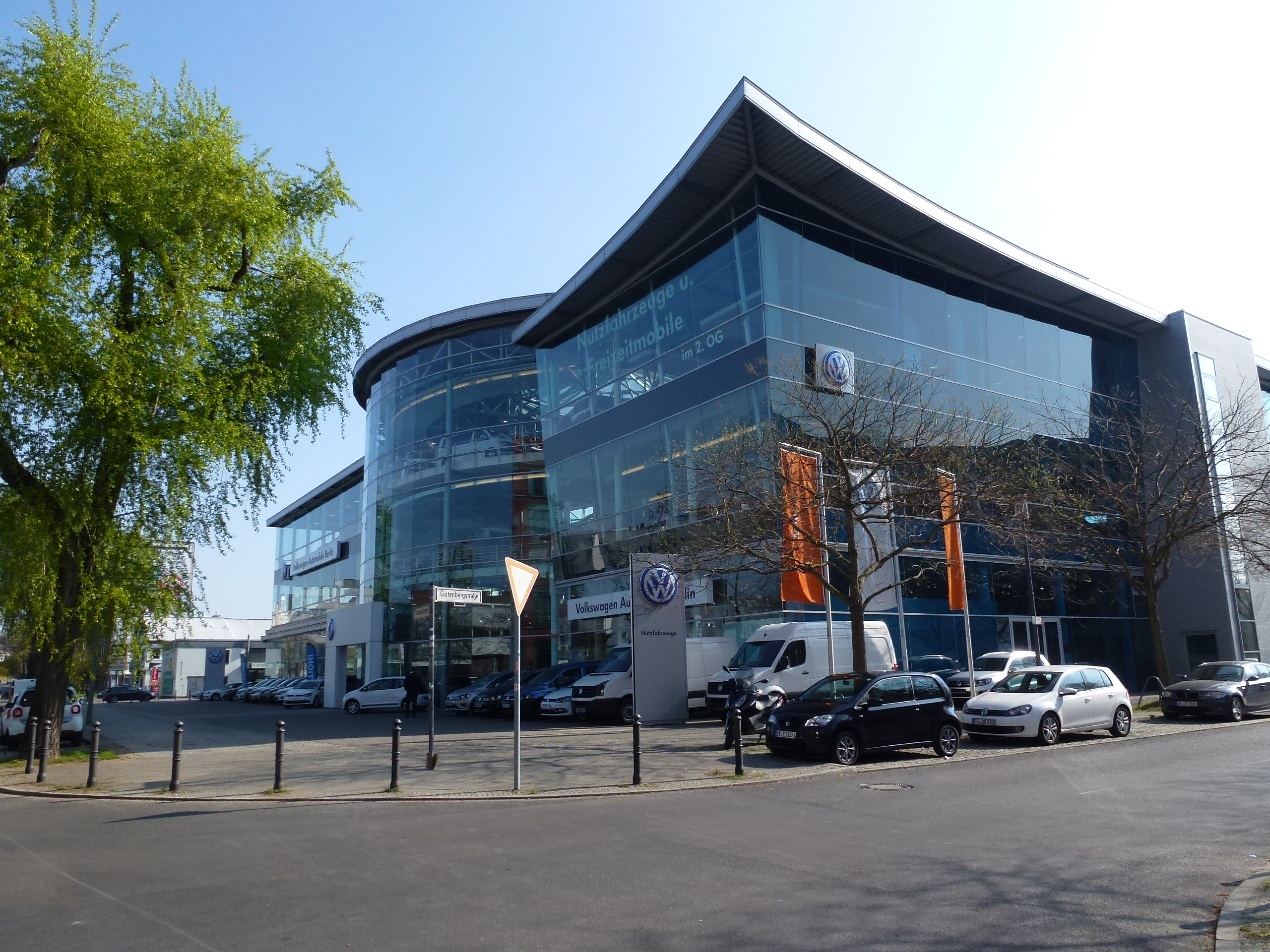
Franklinstraße: VW
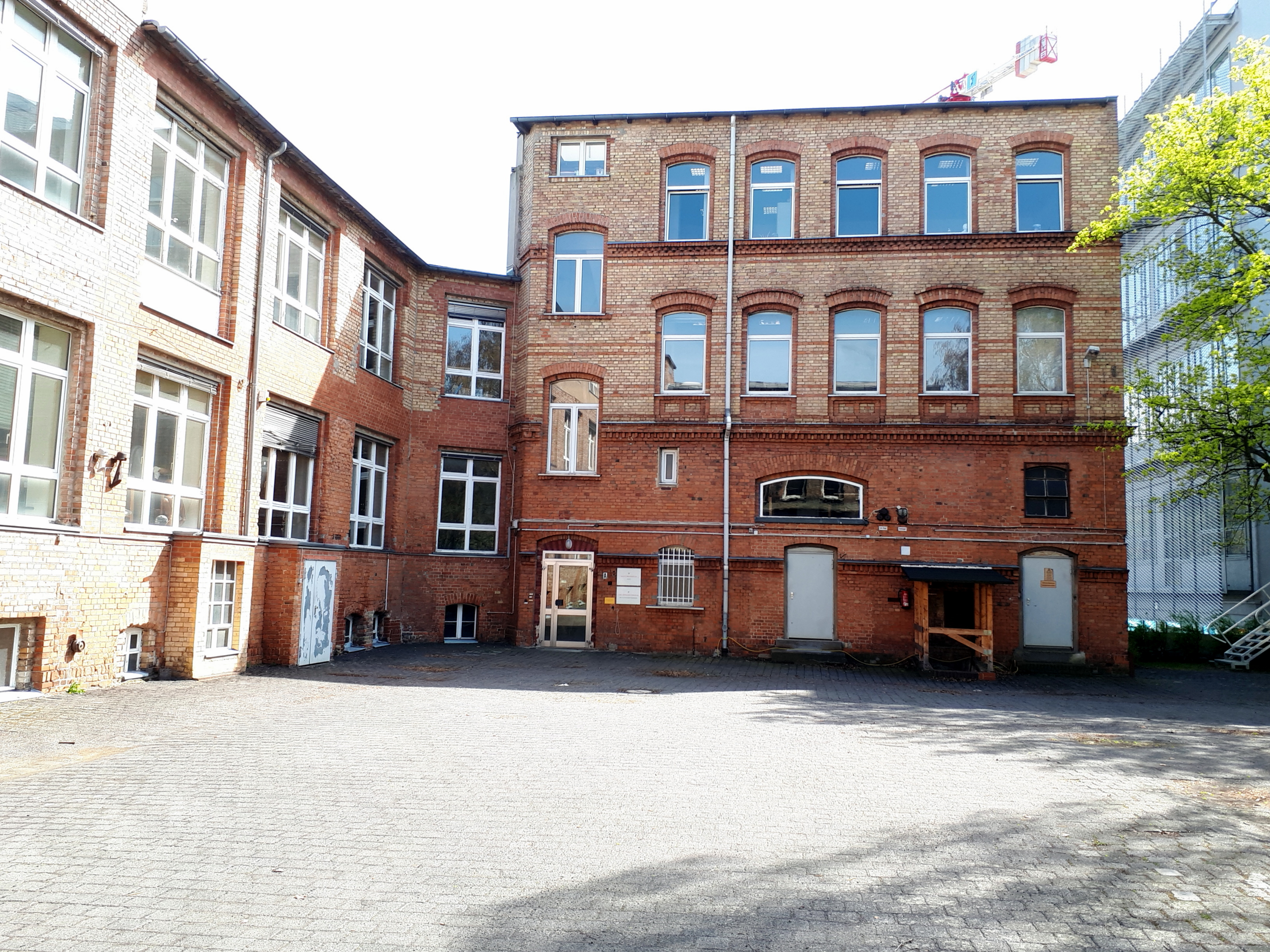
Gallus Druckerei in der Gutenbergstraße 6
Gebäude des Gemeinsamen Bundesausschusses (links), der Kassenärztlichen Bundesvereinigung (Mitte) und der Bundesärztekammer (rechts) am Herbert-Lewin-Platz
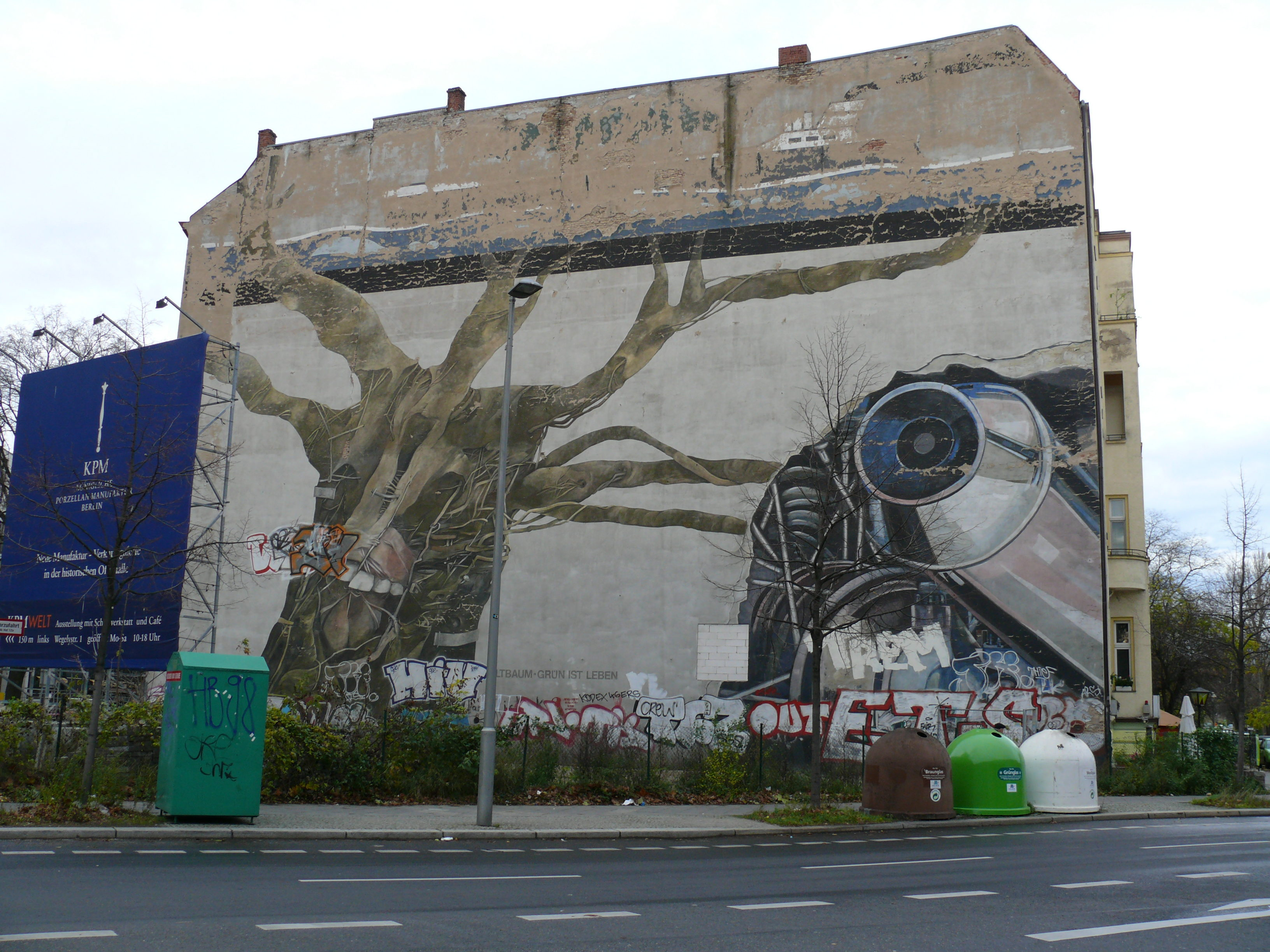
Weltbaum I im November 2010